# بوكاهونتاس (فلم 1910)
بوكاهونتاس (بالإنجليزية: Pocahontas) هو فيلم أبيض وأسود درامي أمريكي قصير صامت عام 1910 أنتجتها شركة ثانهوسر كتب السيناريو لويد لونيرغان استنادًا إلى قصيدة بوكاهونتاس ليديا سيغورني عام 1841، الفيلم عبارة عن إعادة سرد لقصة بوكاهونتاس الشهيرة، التي لعبت دورها آنا روزموند التي أنقذت حياة الكابتن جون سميث ، الذي لعبه جورج بارنز. تم أسرها واحتجازها كرهينة من قبل الإنجليز ، وتحولت إلى المسيحية وتزوجت من رولف ، الذي يؤدي دوره فرانك إتش كرين. ثم تمرض بوكاهونتاس وتموت ، وتمضي ساعاتها الأخيرة في العودة إلى منزلها الأصلي. صدر في 11 أكتوبر 1910 وقد قوبل الفيلم بالثناء من قبل معظم المراجعين.